# 家主 (バンド)
家主（やぬし）は、日本の東京都で結成されたロックバンド。

## 概要
2013年3月、田中ヤコブが法政大学のサークルの先輩の田中悠平・岡本成央を誘い結成。
それまで自分で聴くために曲を作っていたヤコブが、ジャム・セッションで演奏できる曲が出来たためバンドを結成したが、結成してしばらくは自主的なライブは行わず、友人の企画バンドに出演する程度の活動だった。
ライブやイベントに出演するようになり、音源を作る必要があると感じたため、2019年3月に自主制作で「YANUSHI EP」をリリース。　
2016年、ライブを観に来ていたサークルの先輩の谷江が家主への加入を希望し、メンバーは許諾したが、当時谷江は大阪勤務で、家主もライブを行っていなかったため、正式加入は2019年3月となった。
2019年、NEWFOLK主宰の須藤朋寿が制作をもちかけたことをきっかけに、1stアルバム『生活の礎』をリリース。 

## メンバー
- 田中ヤコブ（ギター・ボーカル）
- 谷江俊岳（ギター・ボーカル）
- 田中悠平（ベース・ボーカル）
- 岡本成央（ドラムス）

## 経歴
- 2013年3月に結成し、同年5月に初ライブ[1][6]。
- 2016年5月 関西で仕事をしていた谷江が加入を希望し、東京に戻り2019年3月正式加入[1]。
- 2019年3月「YANUSHI EP」を自主リリース。この音源には谷江は参加していない[1]。
- 2019年12月、1stアルバム『生活の礎』をリリース[7]。
- 2020年9月、配信シングル「Dreamy」をリリース[8]。
- 2021年12月、2ndアルバム『DOOM』をリリース[9]。
- 2022年12月、ライブアルバム『INTO THE DOOM』を配信リリース[10]。
- 2023年12月、3rdアルバム『石のような自由』を配信リリース[11]。
- 2025年9月、2nd EP 『NORM』をリリース予定。

## ディスコグラフィー

### 配信限定シングル
|     | 発売日         | タイトル         | 規格品番      | 備考                       | 初収録アルバム              |
| --- | -------------- | ---------------- | ------------- | -------------------------- | --------------------------- |
| 1st | 2020年9月1日   | Dreamy           | 4525853184395 | 谷江俊岳が作詞作曲を担当。 | 石のような自由 (CD Edition) |
| 2nd | 2021年11月3日  | 近づく           | YANUSHI-001   |                            | DOOM                        |
| 3rd | 2022年11月23日 | 陽気者 (Live)    | YANUSHI-004   |                            | INTO THE DOOM               |
| 4th | 2023年6月14日  | きかいにおまかせ | YANUSHI-005   |                            | 石のような自由              |
| 5th | 2023年11月15日 | オープンエンド   | YANUSHI-006   | 田中悠平が作詞作曲を担当。 | 石のような自由              |
| 6th | 2023年12月5日  | SHOZEN           | YANUSHI-007   |                            | 石のような自由              |
| 7th | 2025年6月20日  | YOU              | YANUSHI-009   |                            | NORM                        |